# Ente nazionale per la cellulosa e la carta
L'Ente nazionale per la cellulosa e la carta (in acronimo ENCC) è stato un ente pubblico economico italiano che si occupava di promuovere e sviluppare la fabbricazione della cellulosa e la produzione di carta in Italia.

## Storia
L'ente fu istituito su iniziativa di Benito Mussolini con la legge 13 giugno 1935, n. 1453, includendo tutte le aziende produttrici di cellulosa e di carta oltre che tutte le aziende consumatrici di cellulosa sul territorio italiano.
Con decreto-legge 27 agosto 1994, n. 513 è stata disposta la liquidazione dell'ente e delle società da esso controllate sotto l'egida dell'Ispettorato generale per la liquidazione degli enti disciolti (IGED), a sua volta soppresso nel 2006 e trasferito all'Ispettorato generale di finanza. Per accelerare la liquidazione dell'ente è stato emanato anche il decreto-legge 21 giugno 1995, n. 240, che ne dispose la soppressione con conseguente liquidazione dello stesso e delle società ad esso collegate, inclusa SAF S.p.A., già sottoposta alla procedura di liquidazione coatta amministrativa. Gran parte dei beni dell'ente, soprattutto le aziende agricole e forestali, sono stati devoluti a titolo gratuito tra il 2001 e il 2003 a regioni e provincie di appartenenza.
A partire dal 2007, su impulso dell'ultimo direttore dell'ente Paolo Ponticelli, l'intero archivio dell'ENCC è stato depositato presso l'Archivio di Stato di Grosseto.
L'ente risultava ancora esistente almeno fino al 2008.

## Attività

### Aziende agricole e forestali controllate
L'ENCC, anche attraverso la Società Agricola e Forestale per le Piante da Cellulosa e da Carta (SAF S.p.A.), controllava diverse aziende agrarie e forestali vivaistiche italiane:
- Acqua del Signore, azienda forestale con sede a Soveria Mannelli; il complesso aziendale è stato devoluto nel 2003 alla regione Calabria;[3]
- Campolongu, azienda agricola con sede a Oristano; il complesso aziendale è stato devoluto nel 2000 alla regione autonoma della Sardegna;[4]
- Carpaneta, azienda agricola con sede a Bigarello, frazione di San Giorgio Bigarello; il complesso azienda è stato devoluto alla regione Lombardia nel 2001;[5]
- Cesurni, azienda agricola con sede a Roma;
- Condoleo, azienda agricola con sede a Botricello; il complesso aziendale è stato devoluto nel 2002 alla provincia di Catanzaro;[6]
- Fante, azienda agricola con sede a Migliaro, frazione di Fiscaglia; il complesso aziendale è stato devoluto nel 2001 al comune di Migliaro;[7]
- Il Castellaccio, azienda agricola con sede a Spello; il complesso aziendale è stato devoluto nel 2001 alla regione Umbria;[8]
- Il Terzo, azienda agricola con sede a Bagno Roselle, frazione di Grosseto
- Improsta, azienda agricola con sede a Battipaglia; il complesso aziendale è stato devoluto nel 2003 alla regione Campania;[9]
- La Scagliata, azienda forestale con sede a Grosseto;
- Mezzi, azienda agricola con sedi a Casale Monferrato oltre che a Scopa e Fossadello
- Olmazzo-Drasso, azienda agricola con sede a Porto Mantovano
- Ovile, azienda agricola con sede a Roma
- Pantano, azienda agricola con sede a Termoli
- Rincine, azienda forestale con sede a Londa; il complesso aziendale è stato devoluto nel 2001 alla regione Toscana;[10]
- Scottine, azienda agricola con sede a Sarmato; il complesso aziendale è stato devoluto nel 2001 alla provincia di Piacenza;[11]
- Volpares, azienda agricola con sede a Palazzolo dello Stella; il compresso aziendale è stato devoluto nel 2001 alla regione autonoma Friuli-Venezia Giulia;[12]

### Centri di ricerca scientifica

#### Istituto di sperimentazione per la pioppicoltura
L'Istituto di sperimentazione per la pioppicoltura (ISP) è stato istituito il 1º ottobre 1939 su terreni della società Cartiere Burgo a Casale Monferrato. Nel 1952 è entrato a far parte dell'ENCC, venendo poi ceduto nel 1999 alla Società Agricola e Forestale per le Piante da Cellulosa e da Carta (SAF) e poi nel 2001 al Ministero per le politiche agricole e forestali, che nel 2004 lo ha fatto confluire nel Consiglio per la ricerca in agricoltura e l'analisi dell'economia agraria (CREA).

#### Centro di sperimentazione agricola e forestale
Il Centro di sperimentazione agricola e forestale (CSAF) è stato istituito nel 1953 a Roma, in zona Casalotti, adiacente ai terreni di proprietà dell'azienda Ovile su un'area complessiva di circa 90 ettari. Il CSAF era dotato di un vasto complesso di laboratori e serre dedicati a diverse discipline: ecologia, biologia, genetica delle colture, microbiologia, patologia vegetale, entomologia e tecnologia del legno. Nel 1979 l'ente cedette la gestione del centro alla controllata Società Agricola e Forestale per le Piante da Cellulosa e da Carta (SAF) ma dopo la liquidazione del gruppo ENCC iniziata nel 1994, il CSAF è passato in comodato al Ministero dell'ambiente e della tutela del territorio e poi all'Istituto centrale per la ricerca sul mare (ICRAM), vigilato dallo stesso dicastero, nel 1997. Nel 2006 l'intera area composta da CSAF e azienda Ovile è stata ricompresa nel Monumento naturale Parco della Cellulosa su iniziativa della Giunta regionale del Lazio, venendo affidata all'ente RomaNatura.